# Carrer de Ramon Albó
El carrer de Ramon Albó és un carrer de Barcelona que es troba entre els districtes de Sant Andreu i Nou Barris. Té uns cinc cents metres de llargada. Està dedicat a Ramon Albó i Martí (Barcelona, 1872 - 1955), un sociòleg, advocat i propietari de les finques per on passa el carrer.
Segueix el traçat de la Ronda del Mig, malgrat que no té el format d'autopista urbana que caracteritza altres trams d'aquesta via. Comença com a continuació de la ronda del Guinardó, a partir de l'encreuament amb el passeig de Maragall, i aquí és on comença la numeració de les cases. Segueix en direcció nord, principalment separant els barris del Congrés i els Indians (a l'est) de Vilapicina i la Torre Llobeta (a l'oest). Acaba a la cruïlla amb el carrer de Felip II. Des d'allà el carrer segueix sota el nom de carrer d'Arnau d'Oms.